# Нижнекаменка (Новосибирская область)
Нижнекаменка — село в Ордынском районе Новосибирской области России. Административный центр Нижнекаменского сельсовета. Дата основания — около 1705 года. Село расположено на берегу Новосибирского водохранилища (Обского моря) в Караканском бору. На сегодняшний день, Нижнекаменка притягивает сотни туристов со всей Западной Сибири, так как село расположено в курортной зоне Караканского бора.

## География
Площадь села — 146 гектаров. Нижнекаменка расположена на небольшой возвышенности и отделяется ленточный бором от Обского водохранилища. На берегу Оби, в основном, расположены дачи и садовые участки. В Нижнекаменке протекает река Каменка, впадающая в Обь. Также в селе несколько прудов и ручьёв, также впадающих в Обь.
Через село проходит грунтовая дорога, по которой можно добраться до Новосибирска или проехать в следующие деревни, расположенные южнее.

## Население
| 2002 | 2007  | 2010  |
| ---- | ----- | ----- |
| 1144 | ↗1165 | ↘1085 |

## Инфраструктура
В селе по данным на 2021 год функционируют: больница, детский сад, средняя общеобразовательная школа (11 классов), более 10 магазинов (продуктовые/хозяйственные/строительные) На Нижнекаменской пристани в сезон (май-сентябрь) работает кафе. В селе также функционируют: администрация, библиотека, Сбербанк, Почта России, пожарный участок, пекарня, дом культуры, библиотека, лесопилки. 
Восстановлена местная церковь.
.
На берегу Оби располагается пристань «Нижнекаменка», с мая по октябрь осуществляется паромная переправа, связывающая село с районным центром р.п. Ордынское. Зимой действует ледовая переправа.